# Cratere Telemo
Telemo, o Telemus secondo la denominazione ufficiale, è un cratere da impatto sulla superficie di Teti.
È intitolato a Telemo, personaggio della mitologia greca.